# Caiza
Caiza is een geslacht van hooiwagens uit de familie Sclerosomatidae.
De wetenschappelijke naam Caiza is voor het eerst geldig gepubliceerd door Roewer in 1925. 

## Soorten
Caiza omvat de volgende 2 soorten:
- Caiza argentina
- Caiza colliculosa